# アルバカーキ
アルバカーキ（英語: Albuquerque、[ˈælbəˌkɜɹki] ( 音声ファイル)）は、アメリカ合衆国ニューメキシコ州の中央部に位置する同州最大の商工業都市。人口は55万5640人（2023年推計）。

## 概要
1706年に創建され、アメリカ西部で有数の歴史の古い都市。交易の中心地として栄え、19世紀以降入植者が急増した。農牧業が盛んであったが、次第に織物業・機械工業が発達した。また原子力研究の最先端基地でもあった。近年はアリゾナ州同様IT産業の発達における内陸工業都市として注目を浴び人口が増加している。
アルバカーキは観光・保養都市としても知られる。中でもスペイン文化を色濃く残すオールドタウンが観光客の目を引いており、一帯には多くの文化施設やカフェ、土産物店が軒を並べる。近郊にはアメリカン・インディアンのプエブロ（日干しレンガによる積層集落）が幾つも見られる。同地にはプエブロインディアン文化センターがあり、プエブロインディアンの伝統的な行事や工芸品を見学することが出来る。

## 歴史
アルバカーキの地はもともとプエブロが住んでいた。南西部にはアサバスカ系のアパッチ族とナバホ族が住んでいた。
1540年ごろ、伝説の地であるキビラを探すフランシスコ・バスケス・デ・コロナドが今のニューメキシコを探検し、それ以来スペイン人が入植するようになった。
今のアルバカーキの地はボスケ・グランデ・デ・サン・フランシスコ・ハビエル（聖フランシスコ・ザビエルの大きな森）と呼ばれたが、17世紀にプエブロの乱によっていったん放棄された。17世紀末にディエゴ・デ・バルガスによって再植民地化が行われた。
1706年、総督フランシスコ・クエルボ・イ・バルデスは町（ビジャ）を設立し、名前をサン・フランシスコ・デ・アルブルケルケとした。これがアルバカーキの成立である。アルブルケルケ（アルバカーキ）の名は当時のヌエバ・エスパーニャ副王だった第10代アルブルケルケ公爵フランシスコ・フェルナンデス・デ・ラ・クエバに由来し、町のニックネームである「Duke City （公爵の町）」もここに由来する。ポルトガルに近くコルク産業の中心地であるスペインのアルブルケルケとは姉妹都市になっている。
1821年にメキシコがスペインから独立すると、ニューメキシコはその一部となり、アメリカ合衆国との通商路であるサンタフェ・トレイルが開かれた。米墨戦争でアメリカ合衆国に占領された。グアダルーペ・イダルゴ条約でニューメキシコはアメリカ領になり、1851年にニューメキシコ準州が成立した。
1880年、アッチソン・トピカ・アンド・サンタフェ鉄道がアルバカーキを通るようになった。沿線に商店が並んで新しい町が生まれ、もともとのアルバカーキはオールド・タウンと呼ばれるようになった。新しい町は急速に発展し、20世紀にはいるころには州都サンタフェをしのぐようになった。1949年に新しい町がオールド・タウンを併合した。
1882年にパーク・アルバート・ヴァン・タッセルが石炭ガスを使った熱気球を飛ばした。これがアルバカーキに気球が飛んだはじめとされる。その後1972年に第1回熱気球世界選手権が開催され、これが現在のバルーン・フィエスタの直接の起源とされる。
1891年に市に昇格した。
シカゴとロサンゼルスを結ぶルート66は、はじめ1927年にアルバカーキの南北を貫通する形で開通したが、1937年に東西を貫通する形に改められた。1966年にはI-25とI-40のインターチェンジである「Big I」が完成した。

## 地理
アルバカーキは北緯35度6分39秒、西経106度36分36秒（35.110703, -106.609991）に位置している。アメリカ合衆国統計局によると、アルバカーキ市は総面積469.5平方キロメートル (181.3 sq mi)である。このうち467.9平方キロメートル (180.7 sq mi)が陸地で1.7平方キロメートル (0.66 sq mi)が水地域である。総面積の0.35%が水地域となっている。

### 距離
- ダラスから北西に1,038 km (645 mi)
- デンバーから南南西に716 km (445 mi)
- フェニックスから東北東に748 km (465 mi)
- ソルトレイクシティから南東に998 km (620 mi)

### 区画
アルバカーキは地理的にNE（北東）・NW（北西）・SE（南東）・SW（南西）の4区画に分けられており、正式な住所の一部として使われている。南北を分割する線はセントラル・アベニュー（旧ルート66）、東西を分割する線はBNSF鉄道線（旧アッチソン・トピカ・アンド・サンタフェ鉄道）である。しかし時が経つにつれ、多くの人々は普段の会話でこの都市を分けるために州間高速道路I-25およびI-40を用いるようになってきている。

## 事件
アルバカーキの郊外にはカートランド空軍基地およびサンディア国立研究所が設立され、第二次世界大戦中およびその後においてアメリカ合衆国の核兵器開発の中心になった。1957年5月22日、カートランド空軍基地の南でB-36からMark 17水素爆弾が墜落する事件が発生した。核爆発は起きなかったものの、通常の爆発物により直径25フィート (7.6 m)、深さ12フィート (3.7 m)のクレーターが作られた。この事件による死傷者や放射能汚染はなかったが、牛が死亡した。
2021年には、市民の間に広がる新型コロナウイルスの感染症の拡大に伴う精神的な負担、経済が回復する中で取り残される人々の存在などが複合的に重なり殺人事件が増加。約100人が殺害された。

## ランドマーク

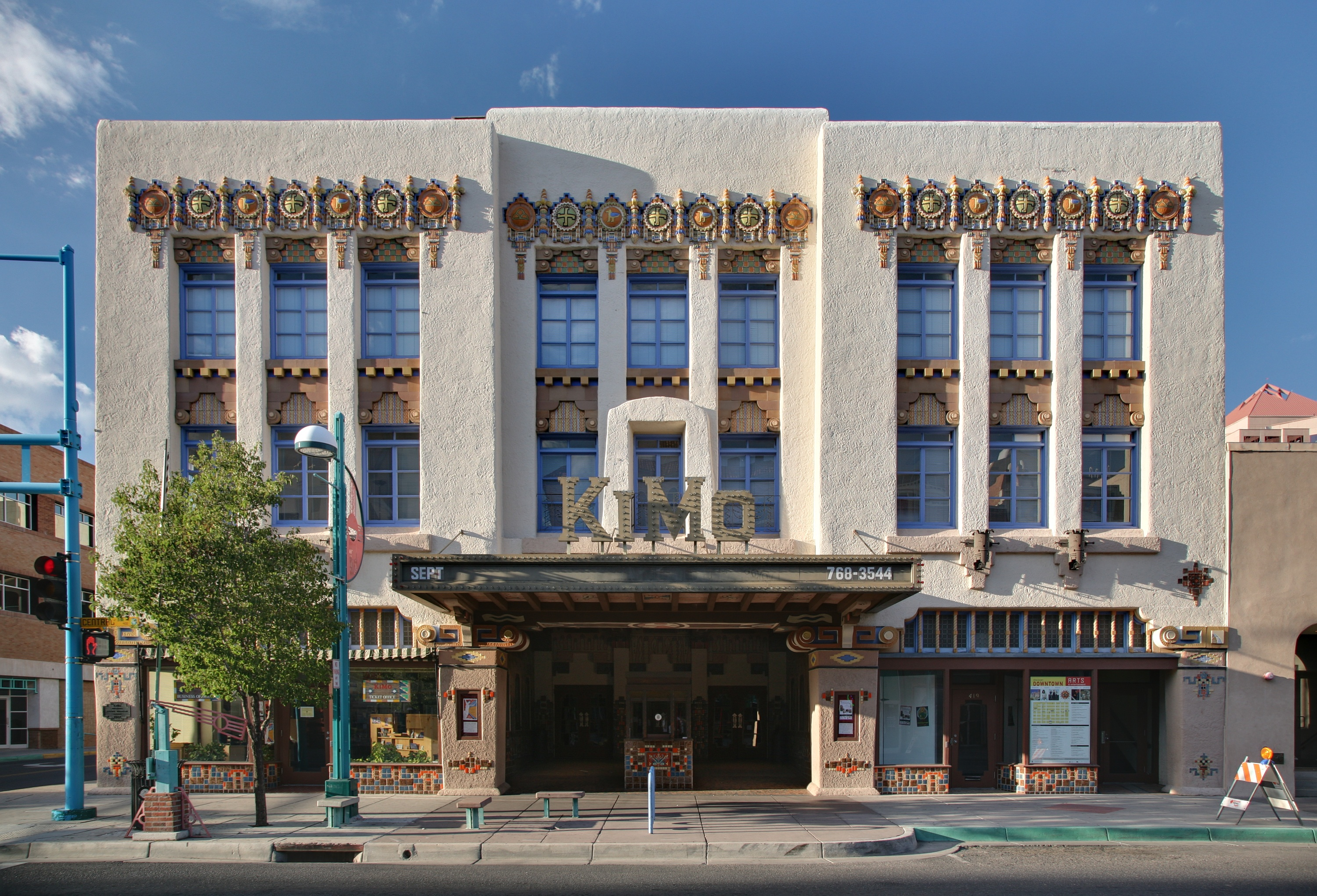
プエブロ・デコ様式の建造物、キモ・シアター (KiMo Theater) はアルバカーキで最も有名なランドマークの1つである。

- Federal Building and U.S. Courthouse
- First National Bank Building
- Jones Motor Co.
- KiMo Theater
- Kress Store, Albuquerque
- La Posada de Albuquerque
- Locomotive Shops, Albuquerque
- Occidental Life Building
- Old Albuquerque High School
- Old Post Office, Albuquerque
- Rosenwald Building
- San Felipe de Neri Church
- Simms Building
- Sunshine Building
- Southwest Brewing & Ice Co.

### スカイライン
アルバカーキの高いビルのベスト10。
| 順位 | 名称                             | 高さ           | 階数 |
| ---- | -------------------------------- | -------------- | ---- |
| 1    | Bank of America Tower            | 107 m (351 ft) | 22   |
| 2    | Hyatt Regency Albuquerque        | 78 m (256 ft)  | 21   |
| 3    | Compass Bank Building            | 73 m (240 ft)  | 18   |
| 4    | Albuquerque Petroleum Building   | 72 m (236 ft)  | 15   |
| 5    | Bank of the West Tower           | 65 m (213 ft)  | 17   |
| 6    | Gold Building                    | 62 m (203 ft)  | 14   |
| 7    | Dennis Chavez Federal Building   | 60 m (200 ft)  | 13   |
| 8    | PNM Building                     | 56 m (184 ft)  | 12   |
| 9    | Simms Building                   | 55 m (180 ft)  | 13   |
| 10   | Pete V. Domenici U.S. Courthouse | 54 m (177 ft)  | 7    |

## イベント
毎年10月はじめに開催されるアルバカーキ・インターナショナル・バルーン・フィエスタは世界最大の熱気球祭として知られる。2020年にはCOVID-19の影響で中止されたが、2021年には開催された。
ニューメキシコ大学のスタジアムでは毎年カレッジフットボール大会のニューメキシコ・ボウが開催される。

## 交通

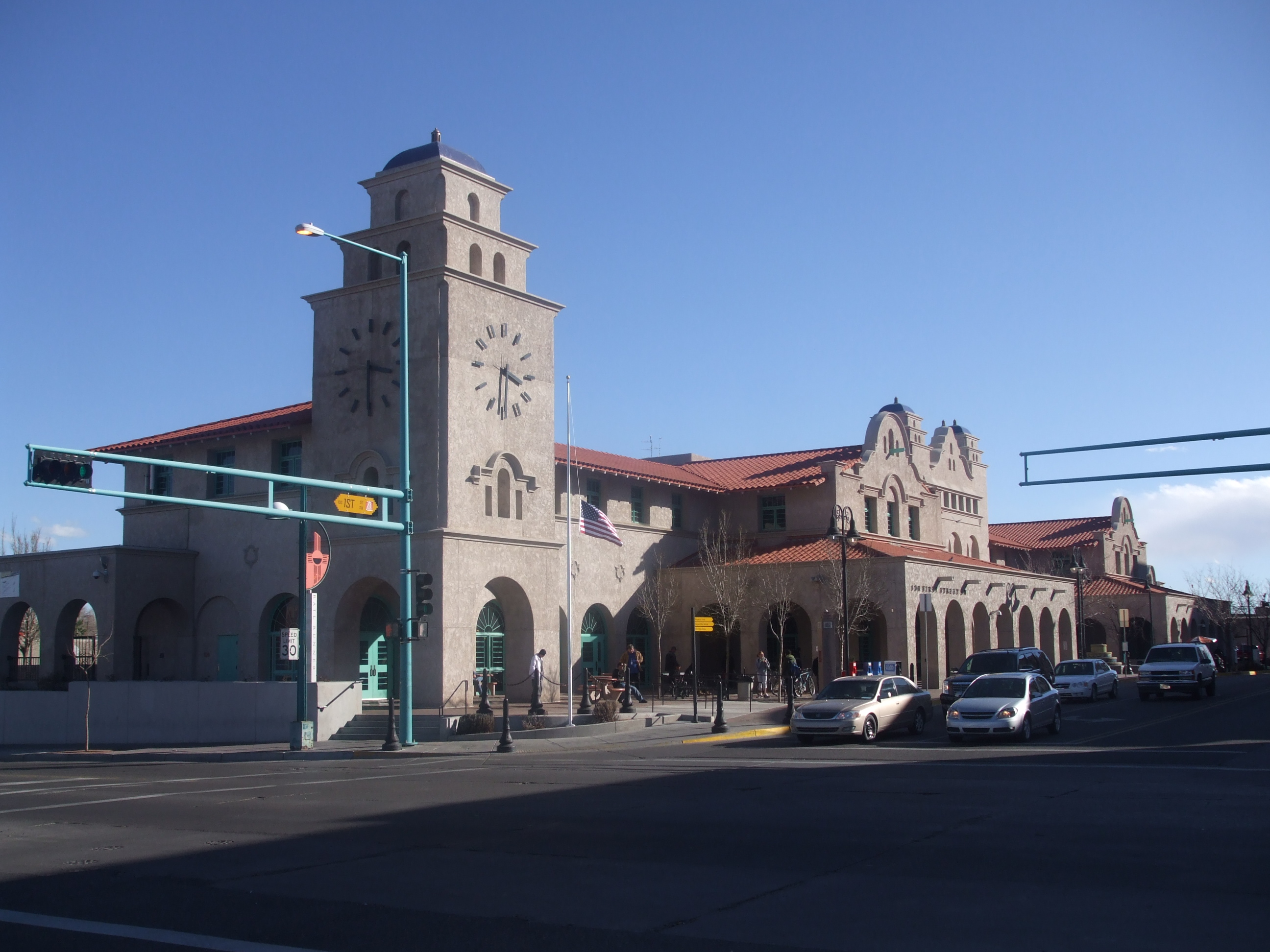
アルバカーキの公共交通機関の中心となっているアルバラード・トランスポーテーション・センター（アルバカーキ駅）。アムトラック、レイルランナーが停車するほか、グレイハウンドバスや路線バスも乗り入れる

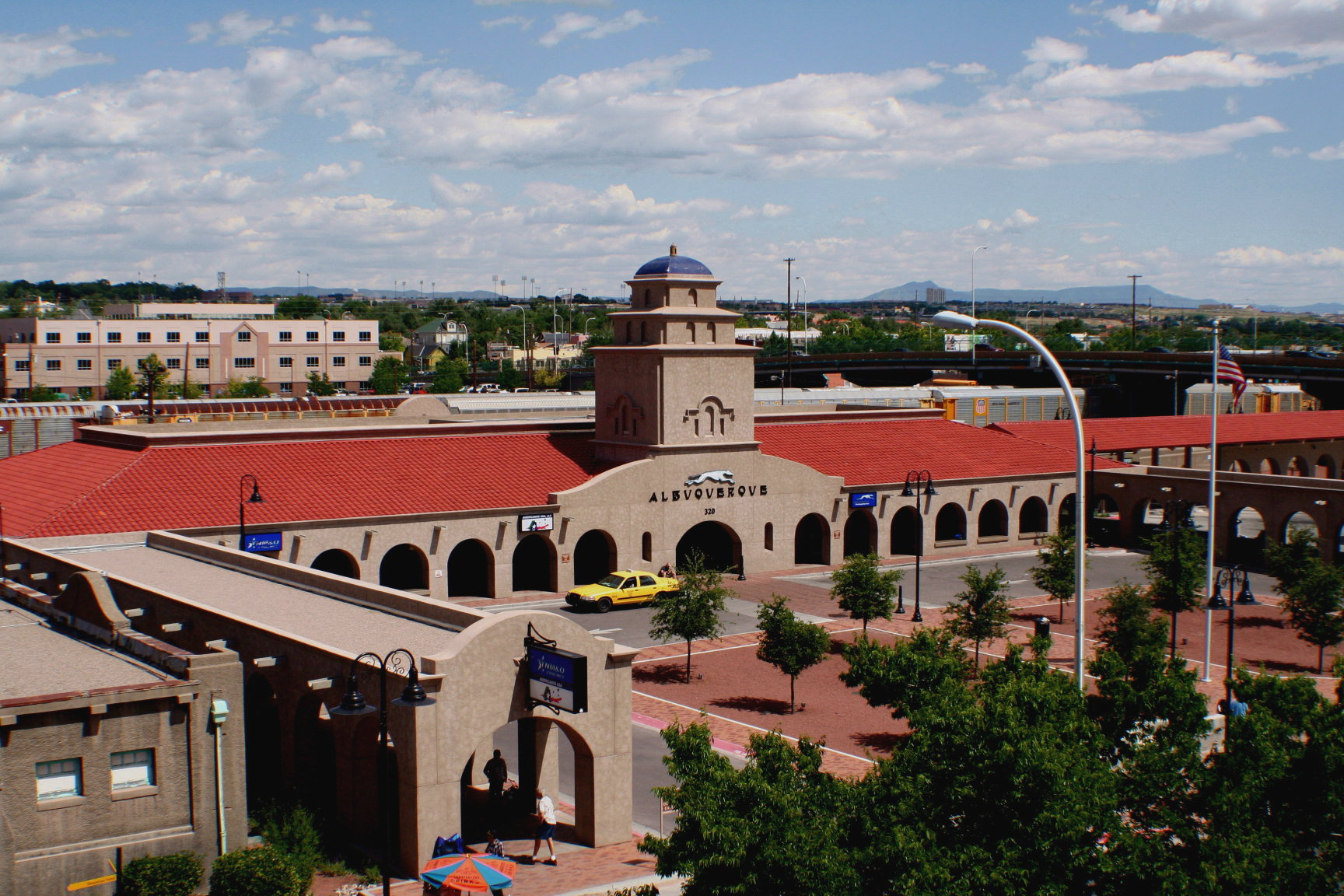
同じくアルバラード・トランスポーテーション・センター。画像に写っているのは主にバスが使用するエリアで、建物にグレイハウンドバスのロゴが掲げられている。建物の向こう側は鉄道のプラットホーム

### 空港
- アルバカーキ国際空港（IATA: ABQ）
- ダブルイーグル II 空港（小型航空機用）

### 旅客鉄道
- アムトラック - ロサンゼルスとシカゴを結ぶサウスウェスト・チーフ号が停車する
- ニューメキシコ・レイルランナー・エキスプレス - アルバカーキとサンタフェを結ぶ通勤鉄道

### 路線バス
- ABQ RIDE
  - Rapid Ride
- Albuquerque Rapid Transit

### 道路
アルバカーキ市内で2本の州間高速道路、I-25とI-40が交差しており、Big Iと呼ばれている。Big Iは年々増加する交通量をさばききれず長年渋滞の元となっていたが、2003年に新しいジャンクションの建設が完了し、渋滞は解消された。また、旧ルート66であるセントラルアベニューが市内を横断しており、道路沿いには数多くのモーテルやレストランが並んでいる。

## 大学
- ニューメキシコ大学
- Central New Mexico Community College

## スポーツ
- アルバカーキ・アイソトープス (野球 , マイナーリーグ 3A)
- アルバカーキ・サンダーバーズ (バスケットボール , NBAデベロップメント・リーグ)
- ニューメキシコ・スコーピオンズ (アイスホッケー , AA マイナーリーグ)

## 人口動勢
2000年の国勢調査における人口統計データである。
| 基礎データ - 人口: 448,607人 - 世帯数: 183,236世帯 - 家族数: 112,690家族 - 人口密度: 958.9人/km2（2,4834人/mi2） - 住居数: 198,465軒 - 住居密度: 424.2軒/km2（1,098.7軒/mi2） 人種別人口構成 - 白人: 71.59% - 黒人: 3.09% - インディアン: 3.89% - アジア人: 2.24% - 太平洋諸島系: 0.10% - その他の人種: 14.78% - 混血: 4.31% - ヒスパニックまたはラテン系: 39.92% 年齢別人口構成 - 18歳未満: 24.5% - 18-24歳: 10.6% - 25-44歳: 30.9% - 45-64歳: 21.9% - 65歳以上: 12.0% - 年齢の中央値: 35歳 - 性比（女性100人あたりの男性の人口） - 総人口: 94.4 - 18歳以上: 91.8人 | 世帯と家族（対世帯数） - 18歳未満の子供がいる: 30.2% - 結婚・同居している夫婦: 43.6% - 未婚・離婚・死別女性が世帯主: 12.9% - 非家族世帯: 38.5% - 単身世帯: 30.5% - 65歳以上の老人1人暮らし: 8.4% - 平均構成人数 - 世帯: 2.40人 - 家族: 3.02人 収入と家計 - 収入の中央値 - 世帯: 38,272米ドル - 家族: 46,979米ドル - 性別 - 男性: 34,208米ドル - 女性: 26,397米ドル - 人口1人あたり収入: 20,884米ドル - 貧困線以下 - 対人口: 13.5% - 対家族数: 10.0% - 18歳未満: 17.4% - 65歳以上: 8.5% |

## アルバカーキを舞台にした作品
- ブレイキング・バッド
- ハイスクール・ミュージカル
- ベター・コール・ソウル

## アルバカーキの出身者
(アルバカーキで誕生、または居住したか；誕生日)

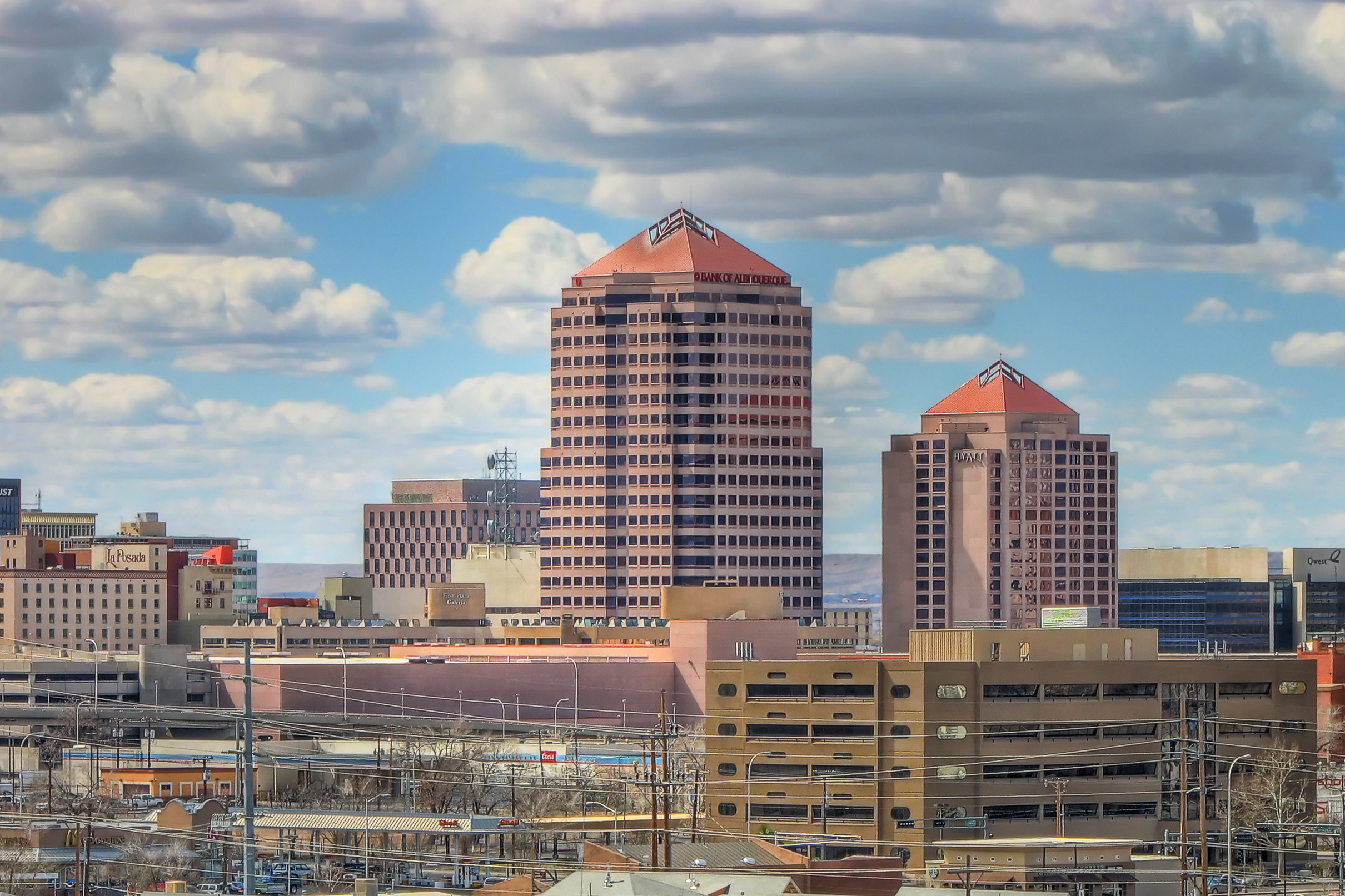
アルバカーキのダウンタウン

- エドマンド・G・ロス (b.1826 - 新聞記者、アメリカ合衆国上院議員)
- クライド・ティングリー (b.1882 - 政治家、NM 知事)
- ジョージ・マルーフ・シニア (?b.? - ビジネスマン、銀行家、NBA チームオーナー)
- クリントン・プレスバ・アンダーソン (b.1895 - 政治家、アメリカ合衆国上院議員)
- アーニー・パイル (b.1900 - 有名な WWII 評論家)
- エリザベス・ウールジー（b.1908 - アルペンスキーヤー）
- トニー・ヒラーマン (b.1925 - フィクション作家)
- ベン・アブルッツォ（英語版） (b.1930 - record setting ballonist)
- ピート・ドメニチ (b.1932 - アメリカ合衆国上院議員)
- ボビー・アンサー (b.1934 - レースカー・ドライバー)
- マキシー・アンダーソン (b.1934 - record setting ballonist)
- ルドルフォ・アナヤ (b.1937 - フィクション作家)
- ドン・パーキンス (b.1938 - NFL running back)
- アル・アンサー (b.1939 - レースカー・ドライバー)
- ジョン・ベーカー (?b.1948? - runner, running coach, subject of "A Shining Season")
- ランディ・カスティロ (b.1950 - ドラマー、芸術家)
- ロニー・ロット (b.1959 - NFL defensive back)
- アル・アンサーJr. (b.1962 - レースカー・ドライバー)
- ジム・エバレット (b.1963 - NFL クオーターバック選手)
- ベス・ムーア＝ラブ (b.1964 - Unpop artist)
- ジェフ・ベゾス (b.1964 - Amazon.com創設者)
- ジョニー・タピア (b.1967 - プロボクサー)
- ノタ・ビゲイ3世 (b.1972 - PGA ゴルフ選手)
- ニール・パトリック・ハリス (b.1973 - 俳優)

## 姉妹都市
アルバカーキはSister Cities International, Inc. (SCI) によって指定された、9つの姉妹都市を有している：
- アルブルケルケ
- アシガバート
- チワワ
- ヒホン
- グアダラハラ
- ヘルムシュテット
- 花蓮
- 蘭州
- 佐世保市